# روزیکا شویمر
روزیکا شویمر (انگلیسی: Rosika Schwimmer; ۱۱ سپتامبر ۱۸۷۷ – ۳ اوت ۱۹۴۸) روزنامه‌نگار، نویسنده، فعال حق رأی زنان و سیاستمدار مجارستانی بود.
او از اولین اعضای جنبش پیرو فرمانروایی جهانی بود و در سال ۱۹۱۸ به عنوان اولین سفیر زن در جهان از سوی دولت مجارستان به سوئیس فرستاده شد.

## سال‌های اولیه
روزیکا شویمر در خانواده‌ای یهودی در بوداپست در امپراتوری اتریش-مجارستان متولد شد. او به تحصیل موسیقی و زبان‌های خارجی پرداخت ولی با تغییر وضع مالی خانواده‌اش در ۱۸۹۶ به‌عنوان دفتردار مشغول کار شد.

## زندگی سیاسی

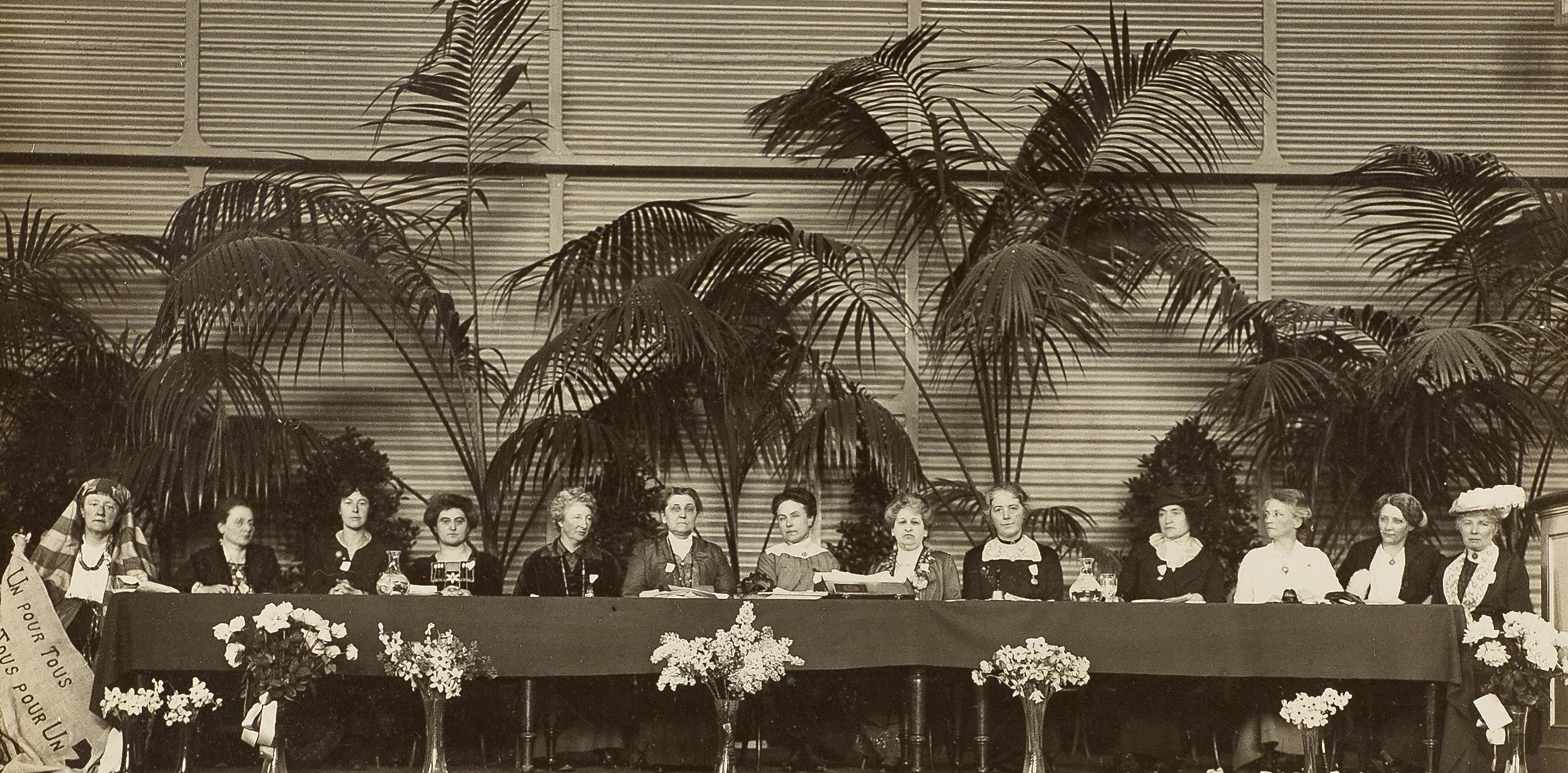
کنگره بین‌المللی زنان ۱۹۱۵ از چپ به راست:۱. لوسی تومائیان - ارمنستان، ۲. لئوپولدین کولکا، ۳. لورا هیوز - کانادا، ۴. روزیکا شویمر - مجارستان، ۵. آنیتا آگسپورگ - آلمان، ۶. جین آدامز - آمریکا، ۷. یوگنی هانر، ۸. آلتا جاکوبز - هلند؛ ۹. کریستال مک میلان - بریتانیا، ۱۰. روزا جنونی - ایتالیا، ۱۱. آنا کلمان - سوئد، ۱۲. تورا داگارد - دانمارک، ۱۳. لوئیز کیلهاو - نروژ

شویمر در ۱۸۹۷ «اتحادیهٔ زنان کارمند مجار» را تأسیس کرد و در ۱۹۰۴ «جامعه فمینیست» (مجاری: Feministák Egyesülete)به همراه فمینیست‌های سرشناسی چون اوژن ملر تأسیس کرد.
او در تأسیس «شورای ملی زنان مجارستان» نقش داشت و در ۱۹۰۹ از سوی وزیر امور داخلی به عضویت هیئت امنای رفاه کودکان منصوب شد.
در ۱۹۱۵ به عضویت اتحاد بین‌المللی زنان (IWSA) درآمد. شویمر به سراسر اروپا به‌همراه کری چپمن کت سفر کرد تا در مورد حق رأی زنان سخنرانی کند. او همچنین سردبیر مجلهٔ A nő (زن) بود.
در ۱۹۱۴ به لندن به لندن نقل مکان کرد و به عنوان دبیر مطبوعاتی IWSA مشغول کار شد. با شروع جنگ جهانی اول راه برگشت به خانه برویش بسته شد و دست به اعتراض برای پایان خصومات زد. درهمان سال به ایالات متحده آمریکا سفر کرد تا از رئیس‌جمهور توماس وودرو ویلسون بخواهد شورای برای پایان دادن به جنگ تشکیل دهد. Iدر ۱۸۱۵ در تشکیل حزب صلح زنان نقش داشت.
در کنگره بین‌المللی زنان، که از ۲۸ آوریل تا ۱۰ مه ۱۹۱۵ در لاهه هلند برگزار شد پیشنهادی مبنی بر تشکیل جامعه‌ای از ملل برای حکومت جهانی داد. پس از پایان جنگ، شویمر معاون اول اتحادیه بین‌المللی زنان برای صلح و آزادی شد.
با استقلال مجارستان از اتریش-مجارستان در ۱۹۱۸، نخست‌وزیر میهایلی کارویلی شویمر با به عنوان سفیر مجارستان در سوئیس منصوب کرد. زمانی که کمونیستها کنترل دولت را در دست گرفتند او در مقابل آن‌ها جبهه گرفت و تابعیت از او سلب شد. در ۱۹۲۰ و پس از آنکه دولت میکلوش هورتی قدرت را از کمونیست‌ها گرفت شویمر به وین فرار کرد و در ۱۹۲۱ به آمریکا رفت. او در شیکاگو مستقر شد و دیگر به مجارستان بازنگشت.
در ۱۹۲۴ فرد ماروین او را به جاسوسی برای بلشویکها متهم کرد و شویمر از او به‌خاطر افترا شکایت کرد و دادگاه ماروین را به پرداخت $۱۷٬۰۰۰ محکوم کرد. با این حال به واسطهٔ فعالیت‌های ضد جنگی او تابعیت آمریکایی برایش صادر نشد و شکایت او در دیوان عالی ایالات متحده آمریکا (در پرونده ایالات متحده علیه شویمر (۱۹۲۹) به نفع دولت آمریکا خاتمه یافت و او باقی عمرش را به عنوان فردی بدون تابعیت گذراند.
در اواخر عمر، مساعی شویمر متوجه تشکیل حکومت جهانی شد. در ۱۹۳۵ مرکز جهانی بایگانی زنان را به همراه مری ریتر بیرد تأسیس کرد. در ۱۹۳۷ کارزار حکومت جهانی را به همراه لولا موریک لوید تأسیس کرد که اولین سازمان جنبش پیرو فرمانروایی جهانی در قرن بیستم بود و بعدها به تأسیس دیوان بین‌المللی کیفری انجامید. در ۱۹۴۸ برای جایزه صلح نوبل نامزد شد ولی در آن سال این جایزه به علت ترور ماهاتما گاندی به کسی اهدا نشد.

## درگذشت
روزیکا شویمر به علت سینه‌پهلو در ۳ اوت ۱۹۴۸ در نیویورک درگذشت.